# Dekanat niemiecki
Dekanat niemiecki – jeden z 13 dekanatów Arcybiskupstwa Zachodnioeuropejskich Parafii Tradycji Rosyjskiej Patriarchatu Moskiewskiego. Dziekanem jest ks. Michael Buk.

## Parafie
W skład dekanatu wchodzi 6 parafii:
- Parafia św. Sergiusza z Radoneża w Albstadt
- Parafia św. Marcina z Tours w Balingen
- Parafia Narodzenia Matki Bożej w Bruchsal
- Parafia Świętych Piotra i Pawła w Karlsruhe
- Parafia św. Mikołaja Cudotwórcy w Ratingen
- Parafia św. Aleksandra Newskiego w Stuttgarcie